# Хартфорд (Кентаки)
Хартфорд (енгл. Hartford) град је у америчкој савезној држави Кентаки.

## Демографија
По попису из 2010. године број становника је 2.672, што је 101 (3,9%) становника више него 2000. године.
| Група             | 2000.         | 2010.         |
| Белци             | 2.472 (96,1%) | 2.482 (92,9%) |
| Афроамериканци    | 36 (1,4%)     | 49 (1,8%)     |
| Азијати           | 6 (0,2%)      | 5 (0,2%)      |
| Хиспаноамериканци | 22 (0,9%)     | 97 (3,6%)     |
| Укупно            | 2.571         | 2.672         |